# 고메 버거 키친
고메 버거 키친(영어: Gourmet Burger Kitchen, GBK)은 햄버거를 주력 상품으로 하는 영국의 패스트 푸드 체인이다. 2016년 9월 남아프리카 공화국의 페이머스 브랜즈가 1억 4,330만 달러에 인수했다.

## 같이 보기
- 뉴질랜드 요리